# Eumenes fuellebornianus
Eumenes fuellebornianus är en stekelart som beskrevs av Schulthess 1910. Eumenes fuellebornianus ingår i släktet krukmakargetingar, och familjen Eumenidae. Utöver nominatformen finns också underarten E. f. langi.